# بیمارستان امید لالی
بیمارستان امید واقع در استان خوزستان، شهرستان لالی بیمارستانی است درمانی و وابسته به دانشگاه علوم پزشکی جندی شاپور اهواز به مساحت ۵۰۰۰ متر مربع و با ۵۰ تخت ثابت که در سال ۱۳۸۴ خورشیدی تأسیس گردید.
هم اکنون این بیمارستان دارای بخش‌های داخلی، اطفال، جراحی زنان و زایمان، اتاق عمل، پست پارتوم، زایمان، اورژانس، لیبر و دیگر واحدهای پاراکلینیکی و درمانگاهی می‌باشد.